# Gehn
Gehn ist ein Stadtteil von Mechernich, Kreis Euskirchen, Nordrhein-Westfalen.
Das Dorf liegt nördlich von Kommern in der Mechernicher Voreifel. Durch den Ort verläuft die Bundesstraße 477.
Entlang der Hauptdurchgangsstraße stehen sehr markante Gebäude, die Teile der Gehnerburg sind. Den Bau begann Herzog Leopold Philipp, kaiserlicher Feldmarschall und wirklicher Geheimer Staatsrat, im Jahre 1747. Die Anlage blieb unvollendet, so dass nur Fragmente erhalten sind.
Weiterhin befindet sich in Gehn eine alte Ziegelei, die Ende der 1960er Jahre die Produktion einstellte. Hier finden sich nun einige gewerbliche Betriebe.
Die VRS-Buslinie 811 der RVK verbindet den Ort mit Mechernich und Zülpich. Die Fahrten verkehren überwiegend als TaxiBusPlus im Bedarfsverkehr. Zusätzlich verkehren einzelne Fahrten der auf die Schülerbeförderung ausgerichteten Linie 868.
| Linie | Betreiber | Verlauf |
| ----- | --------- | --- |
| 811   | RVK       | MiKE: Mechernich Bf – Mechernich Stiftsweg – Kommern – Gehn – (Virnich –) Schwerfen – Bürvenich – Eppenich – Langendorf – Juntersdorf – Zülpich Frankengraben – Zülpich Bf |
| 868   | Schäfer   | Satzvey – Obergartzem – Firmenich – (Kommern – Katzvey) / (Schaven – Gehn) – Mechernich Bf → Mechernich Feytal                                                             |